# Pizzale
Pizzale (lombardul: Al Pissà) település Olaszországban, Lombardia régióban, Pavia megyében. Lakosainak száma 678 fő (2023. január 1.). Pizzale Castelletto di Branduzzo, Lungavilla, Pancarana és Voghera községekkel határos.

## Népesség
A település lakossága az elmúlt években az alábbi módon változott:
| Lakosok száma | 743  | 722  | 678  |
|               | 2017 | 2018 | 2023 |